# 2019年中天新聞台爭議事件
2019年中天新聞台爭議事件列出2019年中天新聞台發生的爭議事件。最終導致NCC不同意中天新聞台換照。

## 中天爭議大事記

#### 國家通訊傳播委員會（NCC）因應變革
2018年底遇台灣地方選舉，新聞媒體高強度播送選舉相關內容，但中天在取材、播報上有明顯偏頗，為中天新聞部分報導違反新聞事實查證原則，積極向NCC提出檢舉，引起中天新聞被檢舉案件爆量，案件包括邱議瑩邁離開案。也引起許多立委關注，如：交通委員會立委葉宜津質詢時說，有媒體在半小時內播放11則特定候選人訊息，2019年11月24的大選，面臨新科技的挑戰，如果沒有好好建立處理制度，會是民主災難。立委劉世芳也指出，經過實際監看各個不同電視台，有某中字輩媒體，5小時節目中扣除進廣告時間，超過3小時都在報導某一個人，她強烈質疑這是否公平，要求NCC應該處理。對於中天是否有以偏頗的新聞內容介入台灣地方選舉，NCC將相關事證移送中選會，由中選會認定是否違反選罷法49條之規定。
2019年3月，中天新聞偏頗與未查證新聞問題仍未有效處理，行政院長蘇貞昌到台鐵鳳山站，視察高雄鐵路地下化通車後車站廢氣污染改善情形，受訪時表示NCC「誰都管他不到，但他也什麼都不管」，以致讓假消息擴散，應該要好好檢討、發揮效力。而NCC主委詹婷怡則表示目前會內許多法規皆積極推動，有沒有做事這個問題將交由外界評斷。可是也坦承確實在處理假新聞一事上效率不足，將會加速處理，但同時會兼顧媒體自律與自由。而同月在立法院，NCC詹主委遭到立委重砲批評，批評NCC消極未處理新聞台失控問題，僅裁罰過中天、東森新聞兩個不實新聞報導，痛批NCC是「殭屍單位」，要求NCC主委下台。而自從NCC開始針對中天內控失靈、有違新聞倫理檢討時，旺中集團開始針對NCC委員和公務人員人身攻擊。例如以醜化的影片攻擊NCC委員、針對委員發言斷章取義大肆報導，也不斷在旺中集團的平台如中國時報上刊載攻擊委員的文章。
2019年4月，控告NCC委員瀆職，認為NCC刻意針對中天開罰。同月，NCC主委詹婷怡請辭，在個人臉書頁面上感謝蔡英文總統、NCC同仁，強調她日後無論在哪一個地方，個人都會秉持一樣的理念與堅持繼續努力，永遠實實在在地在台灣的土地上奮鬥。而行政院也核准詹婷怡的辭呈。行政院長蘇貞昌對此事表示：「給予尊重」。詹婷怡4月2日請辭NCC主委後，由NCC副主委翁柏宗暫代主委一職並兼任發言人。而在5月底，翁柏宗代理主委因身體因素請辭，爾後由委員陳耀祥代理NCC主委一職。

#### 反紅媒大遊行
2019年6月，時代力量立委黃國昌，發函至NCC要求廢止中天執照。同月24日，黃國昌與網路名人館長陳之漢於凱達格蘭大道共同舉辦「拒絕紅色媒體、守護臺灣民主」遊行，表達台湾人民拒斥紅色媒體的態度。

#### 國際媒體報導
2019年6月19日有網友上ptt八卦版爆料，表示在日本看到東京電視台節目，探究台灣總統候選人韓國瑜為何可以長時間佔據台灣新聞。結果發現某些小吃店只特定播中天新聞，而中天新聞內容多半與韓國瑜相關，而該節目也發現中天電視台幕後老闆，是一名與中國大陆關係良好的企業商人所經營。節目訪問小吃店，老闆不隱藏地說有線電視打電話來說只要看中天就可以減免600元有線電視費。但中天電視事後表示，再度訪問該小吃店查證，老闆表明是有「聽說」可減免，中天因此控告東京電視台斷章取義，將對日本東京電視台提出相關告訴。
同年7月，英國媒體《金融時報》報導，直言中國大陆左右台灣旺中集團旗下媒體（中時、中視、中天），該集團新聞記者、編輯台都直接聽命於國台辦，接受指令力挺國民黨總統候選人韓國瑜。而旺中集團則是召開記者會回應，批《金融時報》刻意毀謗，此為假新聞。同時控告《金融時報》、翻譯引述該則新聞的中央社，以及轉載相關新聞的政治人物羅文嘉。2021年初，旺中集團遞狀撤告。
而NCC也在第一時間啟動行政調查，約談中天、中視，調查是否有境外勢力介入，影響台灣廣電媒體獨立自主。NCC表示如查有明確事證，將依廣電三法規定處理；若有影響國安情事疑慮時，則將依國安法或兩岸人民關係條例等規定，移請相關機關處理。
同年7月25日BBC延續《金融時報》的報導，探究台灣的「中共代理人」，並採訪《中國時報》記者，揭露新聞採訪以兩岸關係與韓國瑜新聞露出為原則，且到韓國瑜造勢場報導還有獎金，「因此真正想跑的新聞，根本沒辦法做」。
路透社則於2019年8月9日報導，他們訪問10名台灣記者及新聞室主管及檢閱相關文件，同時取得國台辦簽署的合約，證實中國大陆政府當局付錢收買台灣媒體集團，確有其事。中國大陆官方近年來付錢給至少5間台灣媒體集團，以新聞包裝，實質為北京宣傳。對此，陸委會則回應，此事涉及違反「國安法」、「兩岸條例」、「廣電法」等，檢調及相關機關將著手調查，政府絕不允許外人以各種手法介入台灣媒體。

## 國家通訊傳播委員會（NCC）處置中天獨立審查人爭議
2014年中天新聞換照時，NCC曾要求需要完成：1.定期辦理員工教育訓練；2.倫理委員會外部委員涵納性別平權、婦女權益、兒少保護、新聞自由、消費者保護公民團體與專家學者；3.盡速補實一名專職專責編審人員；4.落實獨立審查人制度，並提報具體改善狀況。
2019年3月，NCC開會審理中天新聞台的新聞申訴案，據調查中天新聞台選後報導韓國瑜新聞比例及內容偏頗失衡，更有包含「200萬噸文旦倒在水庫裡」、「三個市長合體、天降祥雲」、「抹黑外交官」等爭議新聞申訴案，NCC委員認為中天內控機制失靈，要求一個月內進行相關改善，否則將命令撤換新聞部主管。
同年5月，NCC正式發文命中天公司應就下述改正事項（3月時作成的決定），於一個月內進行改正及為必要措施。理由為：
|  | 中天公司經營之中天新聞台因過度播送特定人物新聞報導，妨害新聞多元，未落實新聞內控及自律機制，並經民眾大量申訴等節，前經NCC第848次委員會議決議，依違反衛星廣播電視法第43條第2項規定，有營運不當致有損視聽眾權益之情事，命中天電視公司依期改正，改正項目包括：（一）補實具適格性之新聞部各階層人力、落實2014年換照附款有關「獨立審查人」制度等要求、並就相關部門職責層級、決策與責任進行檢討；（二）針對中天新聞台報導與節目如何落實事實查證及公平原則進行檢討，並提出改善報告及教育訓練計畫；（三）檢討倫理委員會新聞專業背景委員是否足夠及落實倫理委員會決議之具體做法等相關事項。 |

6月，時代力量立委黃國昌認為中天至今仍未落實獨立審查人制度，NCC應撤照處理。不過NCC回應，2014年中天新聞換照時要求4項改善措施，中天已完成3項，並且在2014年換照後至2018年4月皆未有任何裁處紀錄，根據衡平原則NCC認為還未達到撤照標準。
同年7月4日，因5月時NCC已針對中天新聞未設置獨立審查人一事，命中天限期一個月改善，而期限一個月到了中天仍未設置，故依照衛星廣播電視法第43條第2項規定，依同法第61條第6款規定核處新台幣50萬元（新台币，下同）罰緩，並再次命其於一個月內改正，如屆期仍未改正，並得按次處罰。
同年8月，NCC代理主委陳耀祥受訪時談到，近期收到中天新聞的檢舉案確實變多，但都會依照法定程序處理。而對於是否撤照的問題，則表示尚未討論，因為撤照須具重大事由，NCC作為一個獨立機關，盡量撇除各種政治因素，仍希望一個新聞媒體，要本著新聞專業與新聞倫理去處理這些問題。不過中天新聞在2020年將面臨換照，屆時換照能否通過是中天自己要面對的問題，不是NCC能自己決定的，還包括他律的部份，包括學者、外界對他（中天）的評價。
同月稍晚，中天電視公司董監事屆期改選，中天電視董事長潘祖蔭向國家通訊傳播委員會（NCC）承諾將改善新聞品質、全面檢討新聞部人事。潘祖蔭坦承中天新聞台近期遭受民眾大量申訴、新聞部組織混亂，受到NCC多次裁罰，承諾將檢討並整頓新聞部、強化新聞教育訓練，讓新聞更多元，努力降低觀眾申訴及裁處案件數量；新任董事林柏川也強調，會盡全力讓中天新聞回到正軌，若做不到會和董事長潘祖蔭一起下台負責。
2019年9月，NCC邀請7月上任的中天新聞獨立審查人世新大學副校長陳清河到會說明，審查中天新聞如何具體設置獨立審查人制度。陳清河表示這兩個月來中天確實做到了政論節目與新聞的切割，新聞報導不會引述政論節目的內容，也看到觀眾的申訴並改善；中天對多元、非特定的新聞報導內容，也慢慢的浮現，對涉己事件、網路新聞的部份也切割得比較清楚，同時也要求同仁不要去涉及集團的商業事務。但委員會議認為，中天電視營運及內容呈現仍有相當改善空間，且獨立審查人仍應持續對其新聞報導與節目進行評議及監督，進而呈現於內容之差異，仍待後續考核檢驗，因此決議續行審議。該會後續仍將持續觀察其改正情形，檢視其營運狀況及內容呈現，其辦理情形並將列為評鑑換照之審查重點。

## 2019年國家通訊傳播委員會對中天新聞台的裁罰案紀錄
根據NCC統計，2019年中天電視台被裁罰逾560萬元。
中天電視台多次遭受民眾檢舉新聞內容違法、違反查證義務等。經國家通訊傳播委員會調查，依照違反衛星廣播電視法內容事項，分別開罰：
- 2019年2月19日，中天於2018年11月12日播出「陳其邁回防大旗美，邱議瑩「大家麥離開」打悲情牌」新聞，內容引述邱議瑩該日言論未經查證，違反事實查證原則，致損害公共利益，核處20萬。[39]後經台北地方法院判決該處分撤銷，經上訴後中天依然勝訴，處分確定撤銷。[40][41]
- 2019年2月19日，中天2018年8月18日，「週末大爆卦」節目「金孫見父叫舅舅？兒媳婦...」該新聞雖有霧化兒童面容，但明確提及兒童家族成員姓名、關係、背景資訊，間接透露兒童身份，違反兒童及少年福利與權益保障法，核處30萬。
- 2019年4月24日，中天在2019年2月1日播出「瑪奇夢想生活手遊-娜歐篇10」手遊廣告，廣告內容出現特寫動漫女性角色胸部晃動。該播出時段應屬「普遍級[[[Wikipedia:格式手册/链接#章節|錨點失效]]]」，妨害兒童或少年身心，核處20萬。[42]同廣告也導致東森、三立等多家電視台被罰20萬，其中三立提出行政訴訟最終敗訴。[43]

- 2019年5月1日，中天於2019年2月28日播出「百萬超商簽約險破局 靠李佳芬「一句話」神助攻」新聞，次標題則是「協助？盯場？直擊星國大使忙低頭回報」，違反事實查證原則致損害公共利益，核處60萬元。[44]

- 2019年5月9日，中天電視於2019年2月18日播報「異象？！三市長合體天空出現「鳳凰展翅」雲朵」，內容除未經事實查證外，也引導民眾將特定政治人物與怪力亂神之說進行結合，影響民眾認知，違反公序良俗及未經事實查證致損害公共利益，核處40萬元。[45]後經北院更一審撤銷原罰款，仍可上訴。[46]

- 2019年5月9日，中天電視台節目「政治大爆卦」於2019年3月8日，播出麻豆文旦農將200萬頓文旦倒入曾文水庫。單憑受訪者個人陳述及作成報導。未檢視內容是否合理，亦無任何平衡採訪求證。且播出後行政院農委會等主管機關有反映申訴，但中天僅針對農民補助更正，並未對傾倒200萬頓文旦進行滾動查證，使農民擔憂的爭議訊息不斷擴散，影響日後農產品交易秩序，已損及公共利益，核處100萬元。[47]

- 2019年7月4日，中天新聞台因營運不當有損害聽眾權益情事，違反通傳會於該年5月10日命中天限期改正事項，中天未於期限內完成，因此開罰50萬元，並應於一個月內改正，屆期不改正者，得按次處罰。[48]

- 2019年7月9日，中天2019年1月20日的11點新聞節目，播出「全裸歌舞 燙下體 傳車手黑吃黑遭私刑」新聞內容，此新聞詳細描述黑道私刑，有妨害公共秩序或善良風俗之情況，核處40萬元。[49]

- 2019年8月6日，中天新聞於2019年4月2日播出「扁錄影罵韓 小韓粉邊哭邊罵為什麼要罵韓國瑜」新聞內容，明顯將兒童是為特定政治人物宣傳工具，且全程未打馬賽克及變聲處理，妨害兒童或少年身心健康，核處60萬元。[50]後經台北高等行政法院更一審判決該裁罰撤銷，可上訴。[51]

- 2019年8月27日，中天新聞於該年3月28日製播「報韓國瑜太多 NCC重罰中天百萬」，但事實上中天的百萬裁處案是2019年5月9日，中天的「異象？！三市長合體天空出現「鳳凰展翅」雲朵」一案，通傳會從未因為特定人物播報過多而開罰。因此認定中天明知道事實而仍未落實查證，核處80萬元。[52]

- 2019年8月28日，中天新聞於同年3月27日播出時，記者旁白：「對於關西機場搜救報導，（中天）也被裁罰40萬元，但事發第一時間，各台報導角度大同小異，卻只有一家被罰。」但事實上中天新聞並未因為報導關西機場搜救而被開罰，僅是通知該自律檢討，因此同樣違反事實查證而開罰80萬元。[53]

## 外部連結
- 國家通訊傳播委員會 （页面存档备份，存于）
- 國家通訊傳播委員會-臉書專頁 （页面存档备份，存于）
- 詹婷怡-個人臉書 （页面存档备份，存于）
- 黃國昌-臉書專頁 （页面存档备份，存于）
- 金融時報中文網 （页面存档备份，存于）
- BBC中文網 （页面存档备份，存于）
- 路透社官方網站 （页面存档备份，存于）